# Walter Stuart (6e grand sénéchal d'Écosse)
Pour les articles homonymes, voir Walter Stuart et Stuart.
Walter Stuart (Stewart), né vers 1296 et mort le 9 avril 1327, fut 6e grand sénéchal (High Steward) d'Écosse.

## Biographie
Walter ou Gaultier Stuart est un fils cadet de James Stuart (mort en 1309), 5e grand sénéchal d'Écosse, et de Egidia (Giles), sœur de Richard de Bourg, comte d'Ulster. Il est le seul héritier de son père et lui succède comme High Steward d'Écosse (grand sénéchal), charge qui est héréditaire dans sa famille depuis son ancêtre et homonyme le baron britto-normand Walter Fitzalan mort en 1177 et 1er High Steward d'Écosse.
En juin 1314 il participe à la Bataille de Bannockburn où il commande en théorie l'aile gauche de l'armée écossaise. Mais c'est James Douglas qui en assure le commandement effectif en raison de la jeunesse de Walter. Fidèle partisan et compagnon d'armes de Robert (VII) Bruce, il est gardien de l'Écosse en 1316/1317 avec James Douglas pendant l'expédition que mène le roi en Irlande en soutien à cause de son frère Édouard Bruce. Il obtient le commandement de Berwick-upon-Tweed pris sur les Anglais en 1318 et soutient victorieusement le siège de la ville entrepris l'année suivante par Édouard II d'Angleterre.
Il avait épousé en 1315 l'aînée de ses enfants, Marjorie Bruce (v. 1296-1316), morte en donnant naissance à leur fils unique le futur roi Robert II.

## Famille et descendance
- Robert II d'Écosse, premier souverain de la Famille royale des Stuart.

Devenu veuf il contracte une seconde union avec Isabelle de Graham dont il eut :
- John Stuart, Lord Railston ;
- Andrew Stuart ;
- Egidia Stuart, épouse 1) Sir James Lindsay of Crawford, 2) sir Hugh Eglinton, 3) Sir James Douglas of Dalkeith.